# Học viện Âm nhạc Trung Quốc
Nhạc viện Trung Quốc (tiếng Hoa: 中国音乐学院 (Trung Quốc âm nhạc học viện) là một trường âm nhạc ở Bắc Kinh, Trung Quốc. Trường được thành lập năm 1964. Bắc Kinh cũng có một nhạc viện khác là Học viện âm nhạc trung ương. Nhạc viện Trung Quốc chủ yếu dạy nhạc cổ truyền Trung Hoa và các nhạc cụ cổ truyền Trung Hoa thì Nhạc viện trung ương tập trung vào nhạc cổ điển phương Tây.

## Liêb kết ngoài
- Wesite chính thức của Nhạc viện Trung Quốc